# Курочкин, Александр Степанович
Александр Степанович Курочкин (28 декабря 1910, Преображеновка, Центрально-Чернозёмная область — 2 июня 1987, Преображеновка, Липецкая область) — командир отделения 2-й роты 668-го отдельного сапёрного батальона (391-я стрелковая Режицкая дивизия, 22-я армия, 2-й Прибалтийский фронт), сержант, участник Советско-финляндской войны и Великой Отечественной войны, кавалер ордена Славы трёх степеней.

## Биография
Родился 28 декабря 1910 года в селе Преображеновка ныне Добровского района Липецкой области в семье рабочего. Окончил 3 класса сельской школы, работал плотником в совхозе.
В Красной армии с 1939 по 1940 годы, участник Советско-финляндской войны. В ноябре 1941 года был призван Дубровским райвоенкоматом Рязанской области.
На фронте в Великую Отечественную войну с июня 1942 года, участвовал в боях на Северо-Западном и 2-м Прибалтийском фронтах в составе 668-го отдельного сапёрного батальона.
Решительно действовал в ходе освобождения Прибалтики. Из наградного листа: 

При прорыве обороны противника в районе деревни Седурина (Псковская область) с 1 на 2 января 1944 года при 1-м стрелковом батальоне 1278-го стрелкового полка сапёр 2-й роты 668-го отдельного сапёрного батальона сержант Курочкин А. С. участвовал в проделывании проходов в заграждениях противника для наступающей пехоты. Под ружейно-пулемётным и миномётным огнём противника бесстрашный сапёр проделал проход в проволочном заграждении и снял 32 неприятельские мины.
На фронте Отечественной войны сержант Курочкин А. С. дважды ранен. 2 января при проделывании проходов тов. Курочкин был контужен, но продолжал оставаться в строю и выполнил задачу...— 
.
12 января 1944 года командир 391-й стрелковой дивизии полковник Тимошенко А. Д. наградил отважного сапёра орденом Красной Звезды.
Командир отделения 668-го отдельного сапёрного батальона сержант Курочкин в составе наступающей роты в районе населённого пункта Штявас (2 км севернее города Добеле, Латвия) 16 октября 1944 года обезвредил множество мин, в числе первых с бойцами своего отделения ворвался в расположение противника. В рукопашной схватке бойцами его отделения было уничтожено 12 вражеских солдат и 2 взяты в плен.
Приказом по частям 391-й стрелковой Режицкой дивизии полковника Тимошенко А. Д. 12 ноября 1944 года Курочкин Александр Степанович награждён орденом Славы 3-й степени.
С 1 по 3 февраля 1945 года в районе населённого пункта Земгали (20 км северо-западнее города Добеле), находясь в инженерной разведке, сапёрное отделение под командованием сержанта Курочкина под вражеским огнём проделало проходы в минных и проволочных заграждениях противника, обезвредив при этом 60 мин, тем самым обеспечило успешное продвижение стрелковых подразделений.
Приказом по войскам 22-й армии от 22 февраля 1945 года Курочкин Александр Степанович награждён орденом Славы 2-й степени.
В ходе наступления наших частей 14 – 21 марта 1945 года отделение сержанта Курочкина под огнём противника проделало в минных полях 8 проходов, сняв при этом 100 противопехотных и противотанковых мин, участвовало пехотном строю в бою за освобождение города Нойштадт (ныне город Прудник, Польша), уничтожив при этом до отделения живой силы врага, пятеро немцев были взяты в плен.
Указом Президиума Верховного Совета СССР от 27 июня 1945 года за мужество, отвагу и героизм, проявленные на фронте борьбы с немецко-фашистскими захватчиками, сержант Курочкин Александр Степанович награждён орденом Славы 1-й степени.
Демобилизан старший сержант Курочкин в 1945 году. Вернулся в родное село Преображеновка и работал плотником в совхозе.
Скончался 2 июня 1987 года.

## Награды
- Орден Отечественной войны I степени (11.03.1985)[6]
- Орден Красной Звезды (12.01.1944)[4]
- Полный кавалер ордена Славы:
  - орден Славы I степени (27.6.1945)[7];
  - орден Славы II степени (22.02.1945)[8];
  - орден Славы III степени (12.11.1944)[9];
- медали, в том числе:
  - «За оборону Ленинграда» (1.05.1944);
  - «В ознаменование 100-летия со дня рождения Владимира Ильича Ленина» (6 апреля 1970)
  - «За победу над Германией в Великой Отечественной войне 1941—1945 гг.» (9 мая 1945[10])[11];
  - «За освобождение Праги» (9.05.1945)[12];
  - «20 лет Победы в Великой Отечественной войне 1941—1945 гг.» (7 мая 1965[13])
  - «30 лет Победы в Великой Отечественной войне 1941—1945 гг.»[14]
  - 40 лет Победы в Великой Отечественной войне 1941—1945 гг.[15]
  - «За трудовое отличие»
  - «30 лет Советской Армии и Флота»[16]
  - «40 лет Вооружённых Сил СССР»[17]
  - «50 лет Вооружённых Сил СССР» (26 декабря 1967[18])
- Знак «25 лет победы в Великой Отечественной войне» (1970)

## Память
- На могиле установлен надгробный памятник
- Его имя увековечено в Главном Храме Вооружённых сил России, и навсегда запечатлено на мемориале «Дорога памяти»[19].